# Lansvaren

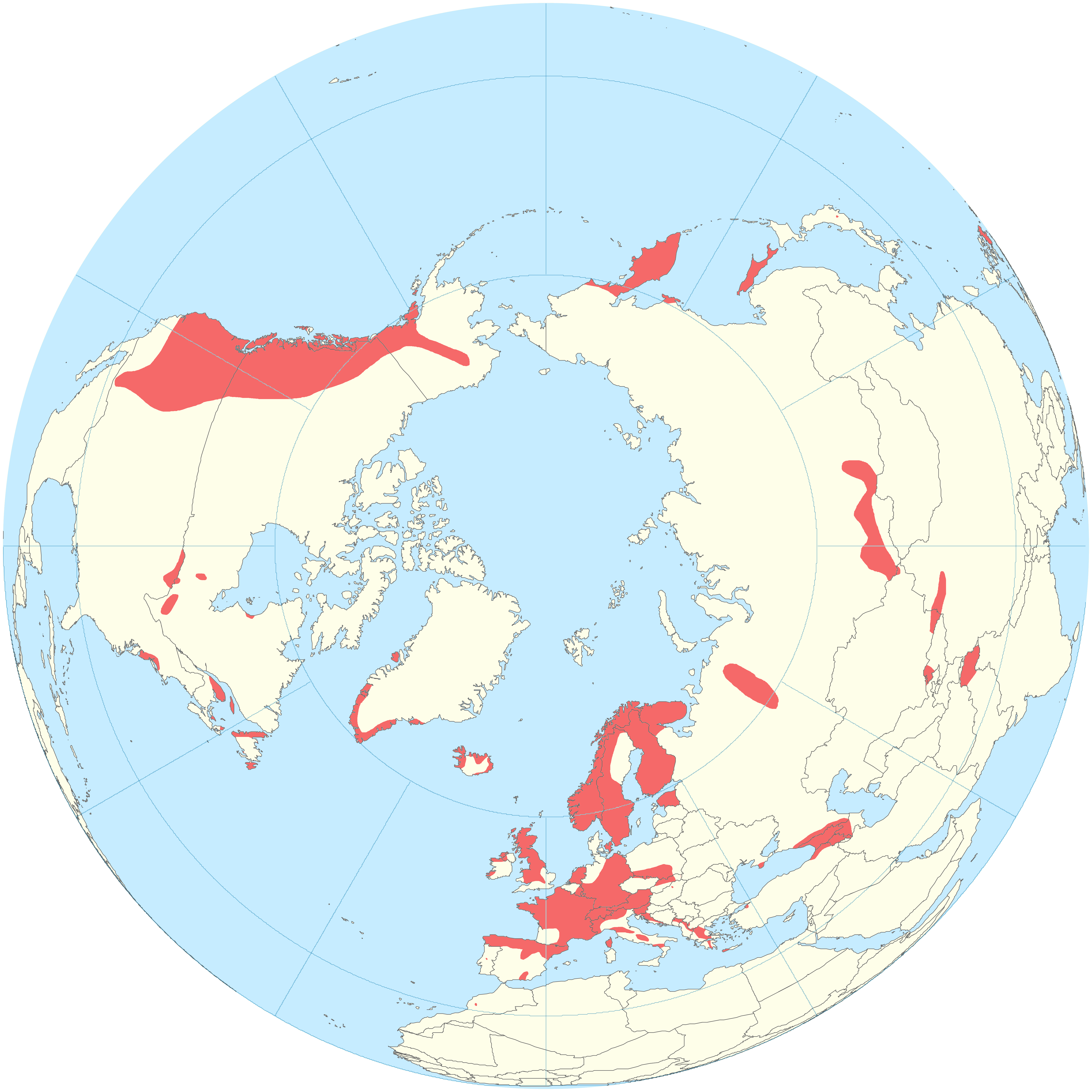
Kaart

De lansvaren (Polystichum lonchitis) is een varen uit de niervarenfamilie (Dryopteridaceae). De soort komt voor op rotsachtige plaatsen in bossen. In België is de plant zeldzaam en in Nederland is deze zeer zeldzaam.

## Naamgeving en etymologie
- Frans: Polystic faux-lonchitis
- Engels: Holly Fern, Northern Holly Fern
- Duits: Lanzen-Schildfarn

## Kenmerken

### Plant

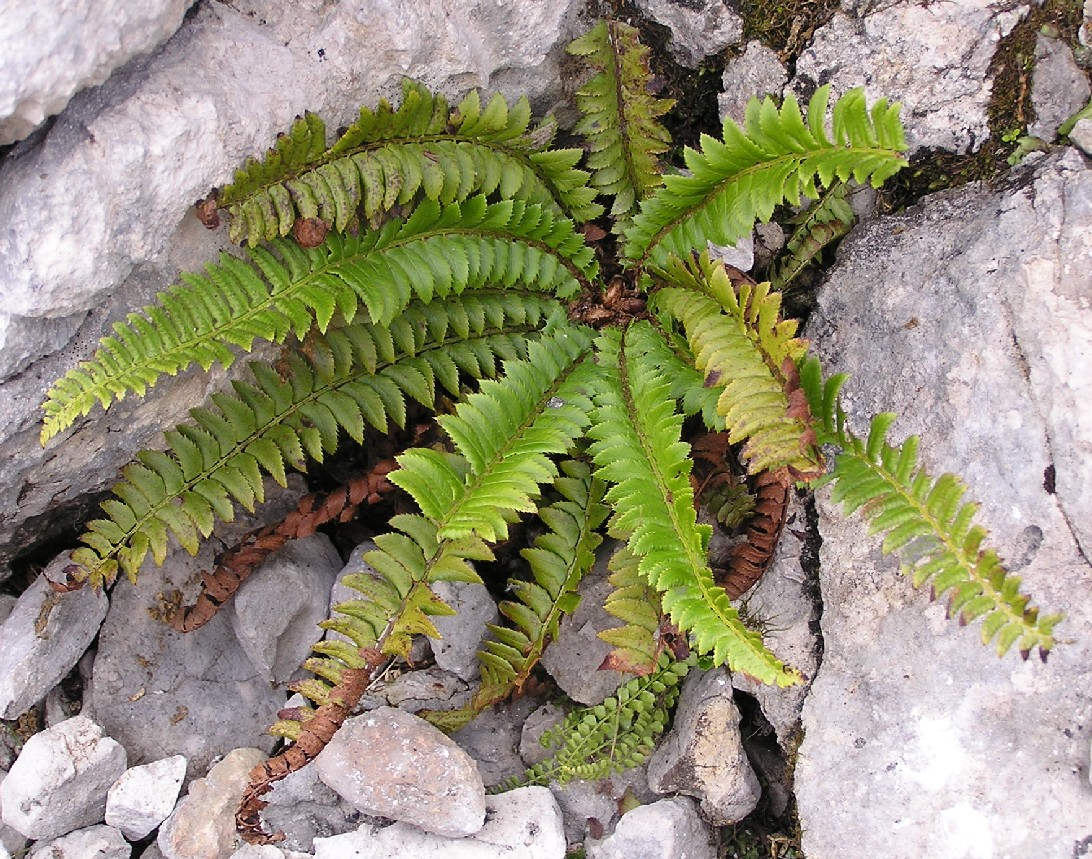

De lansvaren is een overblijvende, kruidachtige plant met een vlakke open bundel van lange smalle bladen, half opgericht of plat op de bodem, die bijna rechtstreeks uit een ondergrondse wortelstok ontspringen.

### Bladeren

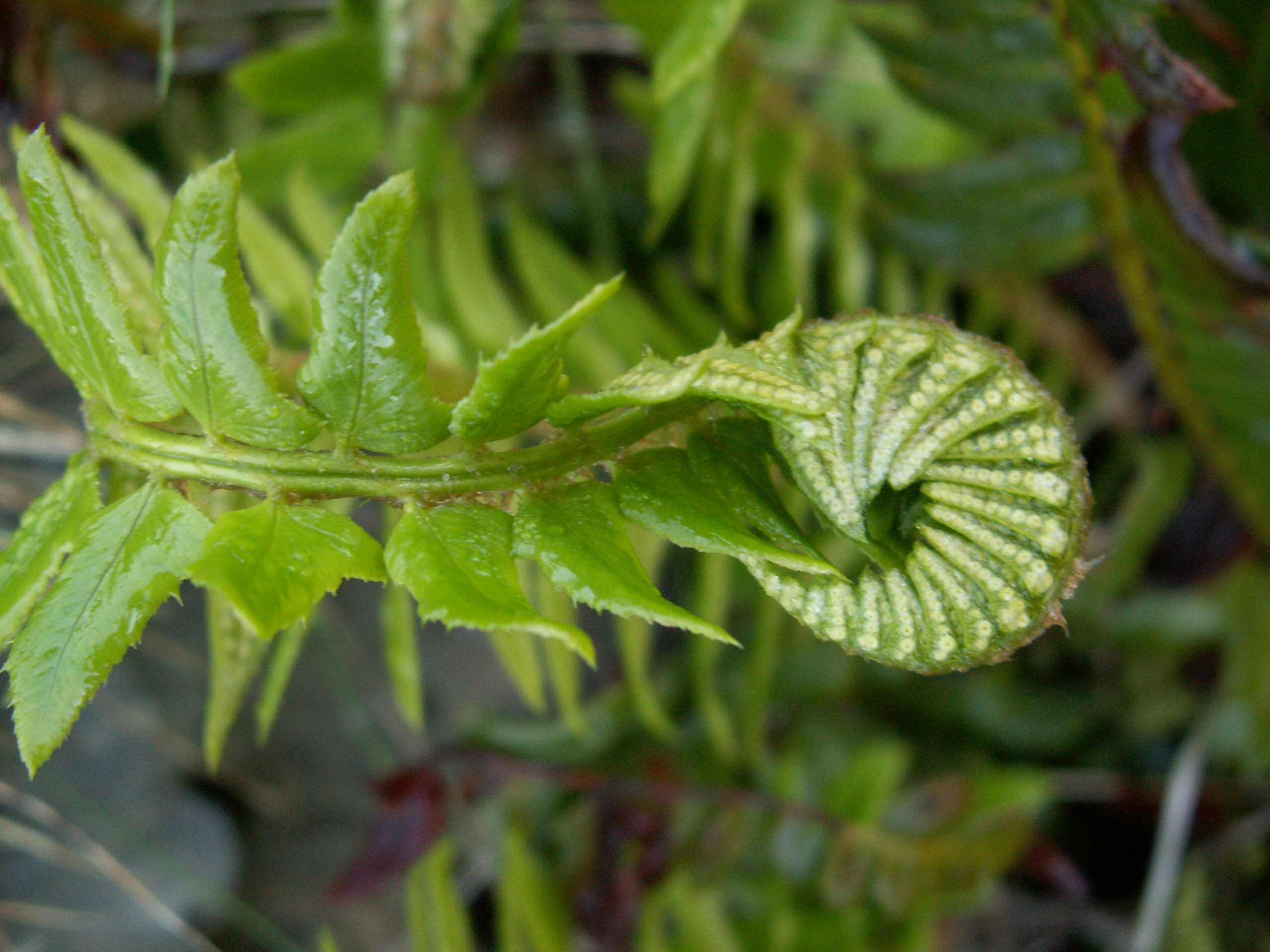
Lansvaren, detail blad

De donkergroene bladen zijn veel langer dan breed, tot 50 cm lang, en eenmaal geveerd. Langs weerszijden van de bladspil staan tot 30 kleine, leerachige ruwe en scherp getande blaadjes die naar de top tot kleiner en smaller worden. De bladvoet is scheef wigvormig. Jonge bladen zijn veel lichter groen dan de overwinterende oude bladen.
De steel is kort en stevig en bezet met lijnvormige, bruine schubben

### Sporenhoopjes

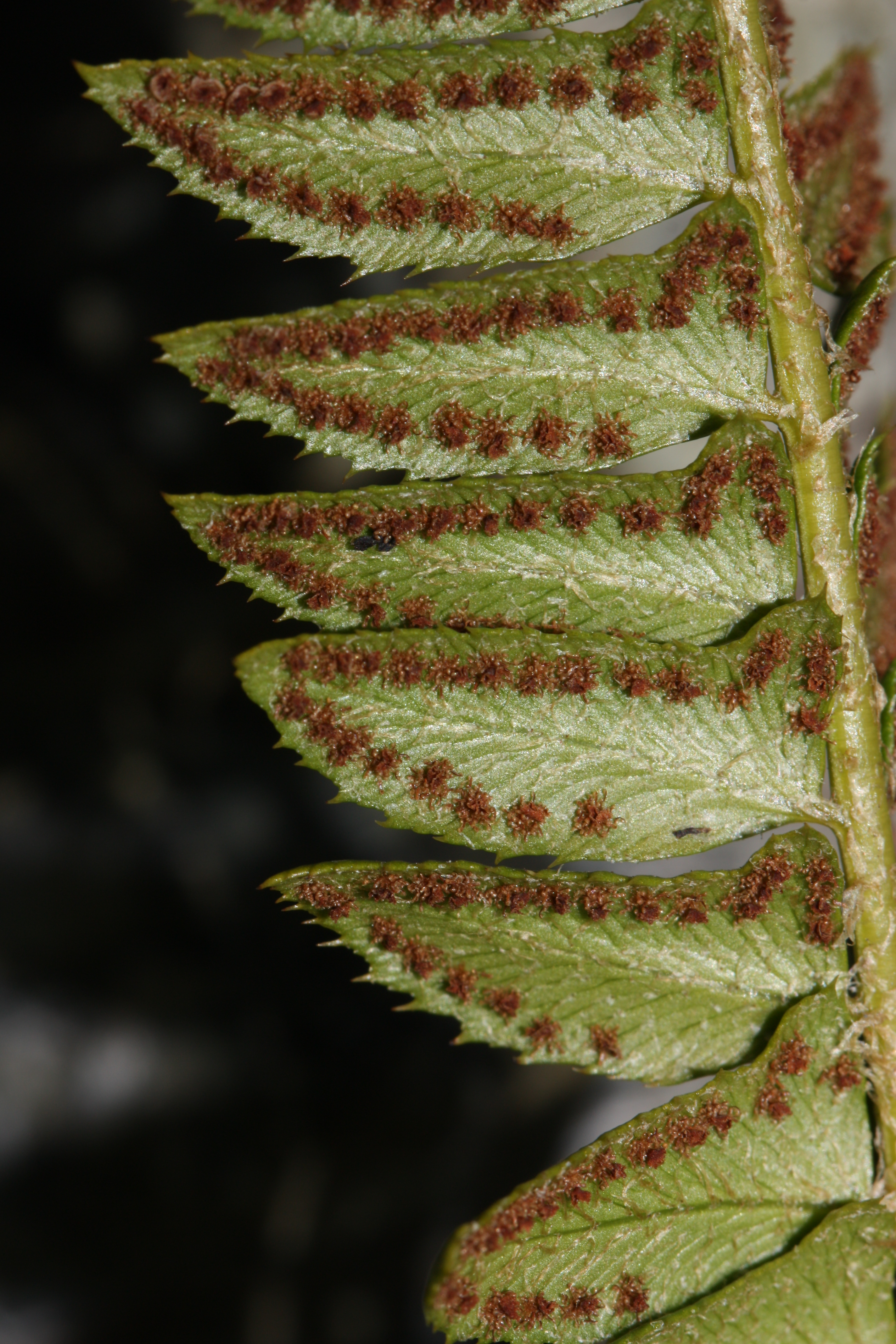
Lansvaren, detail sporenhoopjes

De sporenhoopjes zijn rond, afgedekt met een dekvliesje en liggen langs beide zijden van de nerf. De sporen zijn rijp van juni tot augustus.

## Habitat
De lansvaren prefereert rotsige, kalkrijke plaatsen in halfschaduw of schaduw zoals in loof- of naaldbossen, bermen en greppels, maar ook op puinhellingen en tussen rotsen boven de boomgrens. De soort komt voornamelijk voor in midden- en hooggebergtes.

## Voorkomen
De lansvaren komt wereldwijd voor in koude en gematigde streken van het noordelijk halfrond, bij voorkeur in bergachtige streken. In Europa komt de soort vooral voor in de kalkrijke voorgebergtes van de Alpen, zoals de Jura en de Vercors.
In België is de plant zeldzaam in het het stroomgebied van de Maas in Wallonië. In Nederland is de soort aangetroffen op twee plaatsen in Oost-Flevoland en in de Noordoostpolder.

## Verwante en gelijkende soorten
De lansvaren heeft nog een nauwe verwant die in hetzelfde biotoop voorkomt, de stijve naaldvaren (Polystichum aculeatum), maar deze heeft bredere bladen die dubbel geveerd zijn.
Verder kan de lansvaren enkel maar verward worden met het dubbelloof (Blechnum spicant). Deze komt echter zelden op kalkrijke grond voor, heeft een langere steel, ongetande blaadjes, en de sporenhoopjes staan op aparte, fertiele bladen.

## Zeldzaamheid en bescherming
De lansvaren wordt op de Nederlandse Rode Lijst (planten) vermeld als 'zeer zeldzaam' maar 'stabiel in aantal'.